# Бюиссар
Бюисса́р (фр. Buissard, окс. Boissard) — коммуна во Франции, находится в регионе Прованс — Альпы — Лазурный Берег. Департамент коммуны — Верхние Альпы. Входит в состав кантона Сен-Бонне-ан-Шансор. Округ коммуны — Гап.
Код INSEE коммуны — 05025.

## Население
Население коммуны на 2008 год составляло 172 человека.
| 1962 | 1968 | 1975 | 1982 | 1990 | 1999 | 2008 |
| ---- | ---- | ---- | ---- | ---- | ---- | ---- |
| 95   | 102  | 91   | 111  | 100  | 100  | 172  |

## Экономика
В 2007 году среди 95 человек в трудоспособном возрасте (15—64 лет) 74 были экономически активными, 21 — неактивными (показатель активности — 77,9 %, в 1999 году было 71,9 %). Из 74 активных работали 66 человек (35 мужчин и 31 женщина), безработных было 8 (5 мужчин и 3 женщины). Среди 21 неактивных 7 человек были учениками или студентами, 9 — пенсионерами, 5 были неактивными по другим причинам.

## Достопримечательности
- Церковь Риссан (XIX век)
- Церковь Сен-Бартелеми (1849 год)

## Фотогалерея
- Бюиссар
- Церковь
- Ораторий
- Крест